# Palaemonetes cummingi
Palaemonetes cummingi is een garnalensoort uit de familie van de Palaemonidae. De wetenschappelijke naam van de soort is voor het eerst geldig gepubliceerd in 1954 door Chace.